# Љиљана Стјепановић
Љиљана Стјепановић (Београд, 15. јун 1952) српска је позоришна, телевизијска и филмска глумица.

## Биографија
Љиљана Стјепановић је Факултет драмских уметности завршила у класи Огњенке Милићевић, заједно са Богданом Диклићем, Лазаром Ристовским, Снежаном Савић, Радошем Бајићем и Златом Петковић. Читав радни век провела је као првакиња Позоришта на Теразијама, где је одиграла значајан репертоар за који је добила највећа признања.
Награде, али и популарност, нису је мимоишле и за улоге у бројним телевизијским остварењима. Најшира публика памти је још од дебитантских Музиканата, преко Срећних људи, Породичног блага и Љубав, навике, панике, до упечатљиве улоге у серији Село гори а баба се чешља. Добитница је Награде Жанка Стокић, за изузетан допринос српској филмској, телевизијској и позоришној уметности (2013), Нушићеве награде, за животно дело глумцу комичару (2009), две Статуете Ћуран, на Данима комедије у Јагодини (1998. и 2003).

## Улоге
| Год.        | Назив                                  | Улога                              |
| ----------- | -------------------------------------- | ---------------------------------- |
| 1960.-те    |                                        |                                    |
| 1969.       | Музиканти                              | певачица Рада                      |
| 1970-е      |                                        |                                    |
| 1976.       | Јовча                                  | снаха                              |
| 1979.       | Герсла                                 |                                    |
| 1979.       | Иди тамо где те не познају             |                                    |
| 1980-е      |                                        |                                    |
| 1981-2014.  | Тв театар (Тв серија)                  | Марија Карађорђевић,Габријела,Мама |
| 1982.       | Докторка на селу                       | учитељица                          |
| 1983.       | Љубавно писмо (ТВ)                     |                                    |
| 1985.       | Судбина уметника - Ђура Јакшић (ТВ)    | Христина Тина Јакшић, супруга      |
| 1987.       | Lo scialo                              |                                    |
| 1988.       | Попајева прича по народној бајци       | царица/вештица                     |
| 1988.       | Дечји бич                              | царица/вештица                     |
| 1989.       | Осми дан у недељи                      | Јеленина стрина                    |
| 1987−1988.  | Бољи живот                             | Елеонора Мајковић - Спечена        |
| 1990-е      |                                        |                                    |
| 1991.       | У име закона                           | Живка                              |
| 1990−1991.  | Бољи живот 2                           | Елеонора Мајковић - Спечена        |
| 1993.       | Руски цар                              | Милутинова кћи                     |
| 1993−1994.  | Срећни људи                            | Озренка Солдатовић                 |
| 1995−1996.  | Срећни људи 2                          | Озренка Солдатовић                 |
| 1996.       | Срећни људи: Новогодишњи специјал      | Озренка Солдатовић                 |
| 1998.       | Не мирише више цвеће                   | Босиљка                            |
| 2000-е      |                                        |                                    |
| 2000.       | Тајна породичног блага                 | Сида Пандуровић                    |
| 2001.       | Породично благо                        | Сида Пандуровић                    |
| 2001.       | Све је за људе                         | Душанова мајка                     |
| 2001−2002.  | Породично благо 2                      | Сида Пандуровић                    |
| 2004.       | Стижу долари                           | Тања                               |
| 2005.       | Леле, бато                             | Медицинска сестра                  |
| 2006.       | Два мириса руже                        | Габријела                          |
| 2005−2007.  | Љубав, навика, паника                  | Кића                               |
| 2006−2007.  | Агенција за СИС                        | Неранџа                            |
| 2007.       | Маска                                  | Пелагија                           |
| 2008.       | Љубав и други злочини                  | комшиница                          |
| 2007−2017.  | Село гори, а баба се чешља (ТВ серија) | Радојка Раковић                    |
| 2008.       | Поглед с прозора                       | Надина свекрва                     |
| 2008.       | Село гори... и тако                    | Радојка Раковић                    |
| 2009.       | Неки чидни људи                        | госпођа Анка Тодоровић             |
| 2010-е      |                                        |                                    |
| 2010.       | Међ јавом и међ сном                   | стара конобарица                   |
| 2011.       | Нова Година у Петловцу                 | Радојка Раковић                    |
| 2013−2014.  | Равна Гора (ТВ Серија)                 | Видосава Јањић                     |
| 2013−2014.  | Фолк (ТВ серија)                       | Лепомирова мајка                   |
| 2014.       | Повратак краљице Марије Карађорђевић   | краљица Марија Карађорђевић        |
| 2015.       | Жене са Дедиња                         | Валеријина мајка                   |
| 2015.       | За краља и отаџбину                    | Видосава Јањић                     |
| 2016.       | Fluffy                                 | Мира                               |
| 2016.       | Браћа по бабине линије                 | Радојка Раковић                    |
| 2017.       | Тролови (филм из 2016)                 | Куварица                           |
| 2017.       | Врати се Зоне                          | Дока                               |
| 2018.       | Јутро ће променити све                 | Деса                               |
| 2018.       | Ургентни центар                        | Хана                               |
| 2018.       | Убице мог оца                          | Невенкина бака                     |
| 2018.       | Наших 30                               |                                    |
| 2018−2019.  | Шифра Деспот                           | бака Савка                         |
| 2019.       | Екипа (филм)                           | Мерлинка                           |
| 2019.       | Нек иде живот                          | Грозда                             |
| 2019.       | Пет (ТВ серија)                        | радница у пекари                   |
| 2020-е      |                                        |                                    |
| 2021.       | Златни дани (ТВ серија)                | тетка Баца                         |
| 2021.       | Певачица (ТВ серија)                   | Душанка                            |
| 2021.       | Радио Милева                           | Милијана                           |
| 2023.       | Хероји Халијарда                       |                                    |
| 2023.       | Кошаре                                 | Макијева мајка                     |
| 2023.       | Лако је Ралету                         | Стрина Евица из Македоније         |
| 2023.       | Живи и здрави                          | госпођа на јахти                   |
| 2023-2024.  | Калкански кругови                      | Гордана                            |
| 2025.       | Повратак Жикине династије              | професорка Верка                   |
| 2025.       | И тако                                 | Радојка                            |
| надолазећи. | Саучесници                             | Бранкова тетка Зора                |
| надолазећи. | Наследство                             |                                    |
| надолазећи. | Божићна авантура                       |                                    |